# Johan Reivén
Johan Magnus Reivén, född 5 juli 1975, är en svensk musiker (trummis, basist), låtskrivare och musikproducent. Han bildade 1995 bandet LOK tillsammans med Martin Westerstrand, Thomas Brandt och Daniel Cordero. Reivén började spela trummor 1985 och bas 1991 och har varit med i ett stort antal band, till exempel Ufofolket, We Live In Trenches (2014-2016), Kneget (2004-2006), In a pigs eye (1992-1997), Hyperhug (1991-1997), Transport League (1994), APE (1999), Zenmonkey (1997-1999), Group Of Death (2000-2001). Han har också frilansat som studiomusiker på album med bland annat Thåström, Stefan Andersson, Backstreet Boys, Marion Raven. I studio har han producerat eller mixat bland annat LOK, Hardcore Superstar, The Haunted, RAM, Hellsongs, Moses, Christian Dohber, Långfinger, Boogieman.
Under epitetet Ufofolket släppte Reivén 2016 EP-albumet Ingen Förmildrande Omständighet. På skivan återfanns gamla kollegan ifrån LOK på gitarr, Thomas Brandt.
Reivén driver sedan 2012 Bombastik Drum Recordings i Göteborg där han specialiserat sig på att spela in trummor åt band, artister och mjukvarutillverkare.